# Guarino Guarini

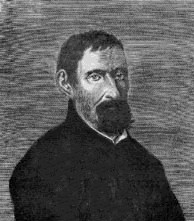
Guarino Guarini

Guarino Guarini (* 17. Januar 1624 in Modena; † 6. März 1683 in Mailand) war ein italienischer Theatiner, Mathematiker, Philosoph und bedeutender Architekt des Spätbarocks bzw. des sizilianischen Barocks.

## Leben
Guarino Guarini trat im September 1639 dem Orden der Theatiner in Modena bei; seine Oberen schickten ihn nach Rom, wo er Theologie, Philosophie, Mathematik und Architektur studierte. 1647 kehrte Guarini nach Modena zurück und wurde am 17. Januar 1648 zum Priester geweiht. Am 9. März 1648 wurde er Ökonom bzw. Verwalter der wirtschaftlichen und finanziellen Angelegenheiten des Theatinerordens in Modena.
Um 1650 wurde Guarini zum Schatzmeister des Ordens ernannt, mit diesem Posten tauchten auch die ersten Probleme auf. Am 19. April 1650 wurde vom Provost des Ordens ein Fehlposten in der Buchhaltung entdeckt, in Verdacht stand Eugenio Guarini, der Bruder von Guarino Guarini. Guarino glich den Fehlbetrag aus, die Streitigkeiten wurden am 20. November 1650 vom Generalobersten der Theatiner für beendet erklärt. Allerdings war das Verhältnis zwischen dem Abt und den Guarini-Brüdern seitdem angespannt. Guarino wurde 1650 Lektor für Philosophie, Eugenio im Jahr 1653 zum Procuratore ernannt. 1654 verließ Eugenio Modena, um in Ferrara Philosophie zu lehren. Die vakante Stelle übernahm am 30. Mai 1654 Guarino Guarini. Wenig später  – Guarino war damals 31 – wurde er zum Vorsteher des Theatiner-Ordens in Modena gewählt.
Die Wahl zum Vorsteher des Ordens markierte allerdings den Beginn von Streitigkeiten mit Alfonso IV. d’Este, der Bernardo Castagnini für diesen Posten präferierte und dies immer wieder offen dem Theatiner-Orden mitteilte. Mit einem auf den 25. Februar 1655 datierenden Schreiben des Generaloberstes des Ordens an Alfonso d’Este wurde diesem mitgeteilt, dass Guarino Guarini von seinem Posten als Vorsteher zurückgetreten war. Die Theatiner in Modena blieben über ein Jahr ohne Vorsteher, 1656 wählten sie dann den Vorstand, den Alfonso wollte: Bernardo Castagnini. Dieser blieb bis zu seinem Tod am 14. September 1658 in diesem Amt. Am 9. September 1658 wurde Guarino vom Theatiner-Orden in Parma aufgenommen.
Die Rückkehr nach Modena wurde ihm vielfach verwehrt, sogar noch 14 Jahre nach seinem Verlassen der Stadt war er dort immer noch nicht willkommen. Aus Unterlagen geht hervor, dass er 1657 dennoch für einen kurzen Aufenthalt in seine Heimatstadt zurückkehrte. Anschließend findet sich erst wieder für 1660 ein Eintrag über seinen Verbleib, diesmal in Messina. Die Jahre 1657 bis 1660 werden auch als die „blank years“ oder als Wanderjahre bezeichnet, da nicht gesichert ist, wo sich Guarini aufhielt. Die Forschung vermutet ihn entweder in Lissabon, Paris oder Prag. Nach Harold Alan Meek ist ein Aufenthalt auf der iberischen Halbinsel am wahrscheinlichsten, da Guarini islamische Bauelemente mitbringen konnte, die dann in seinen Bauwerken in Frankreich, Italien (z. B. an San Lorenzo in Turin) und Lissabon auftauchten.
Für die nachfolgenden Jahre 1660 bis 1662 können Aufenthalte in Modena, Messina oder Paris nachgewiesen werden. 1660 wurde die Kirche Santissima Annunziata in Messina erbaut, die allerdings 1908 zerstört wurde. In den 1660er-Jahren begann Guarini auch literarisch tätig zu werden.
1666 ließ Guarini sich in Turin nieder und nahm seine Bautätigkeiten für das Haus Savoyen auf. Es entstanden eine Reihe von Kirchen und anderen Bauwerken (z. B. der Palazzo Carignano in Turin). Guarini wurde 1679 von Maria Giovanna di Savoia-Nemours beauftragt, die Kirche San Filippo Neri zu bauen, aber er starb zu Beginn der Arbeiten am 6. März 1683 in Mailand.
Seine architektonischen Werke waren von den Gedanken Francesco Borrominis beeinflusst, welcher sich besonders mit komplizierten Durchkreuzungen von architektonischen Elementen beschäftigte. So hat der Palazzo Carignano zahlreiche Parallelen zu Borrominis San Carlo alle Quattro Fontane in Rom. Auch der Einfluss maurischer Architektur ist vorhanden.
Guarini war ein Hauptmeister des italienischen Spätbarocks in Oberitalien, wo er ab 1666 vor allem in Turin für das Haus Savoyen tätig war. Hier entstanden auch seine Hauptwerke. Seine Bauwerke sind verschwenderisch mit reichem Dekor ausgestaltet.
Seine Schriften Placita Philosophica (1665), Euclides Adauctus (1671) und Architettura Civile (1686) nehmen eine Vorreiterrolle in der Sache der darstellenden Geometrie ein. Letzteres Werk, erst posthum erschienen, enthält auch ein Bekenntnis zur Gotik, wie es sich in seiner Turiner San-Lorenzo-Kirche umgesetzt findet.
Auch die Architekturgeschichte nördlich der Alpen beeinflusste er durch seine „virtuose Durchdringung geometrischer Formen, deren Anregungen im 18. Jahrhundert auf die Barockbaukunst Süddeutschlands und Österreichs übergriffen.“

## Werke

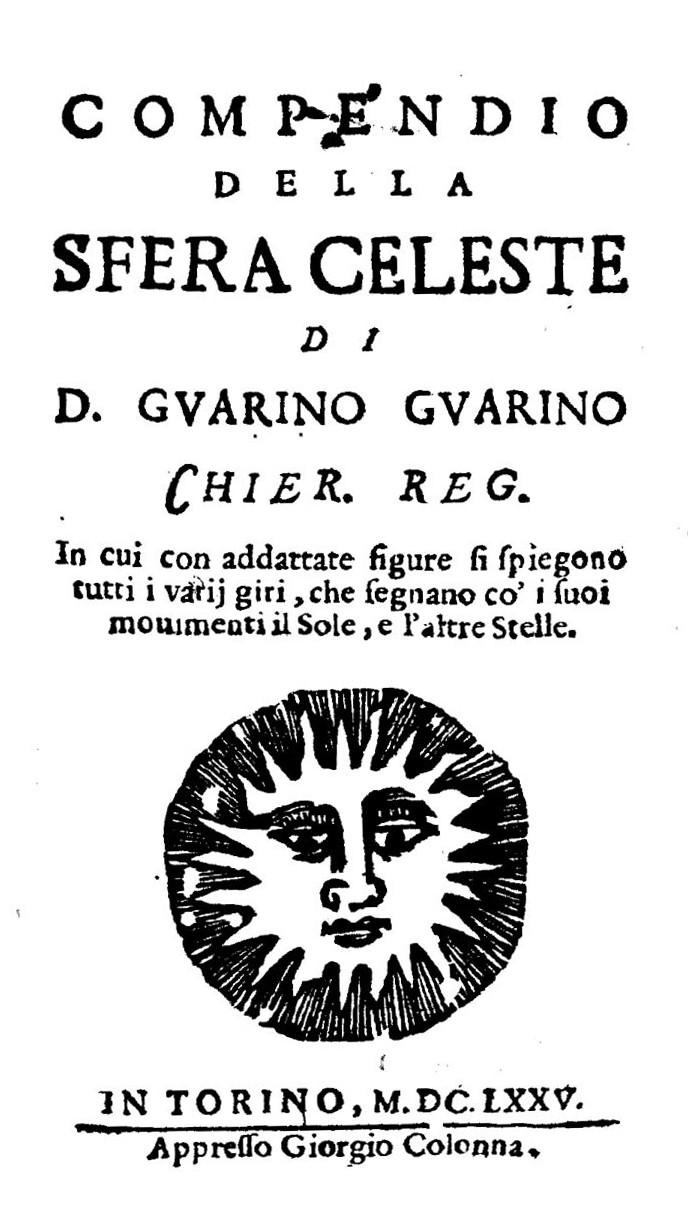
Compendio della sfera celeste, 1675

Vor allem seine Werke in Messina waren bedeutend:
- 1660 baute er für den Orden der Theatiner die Kirche Santissima Annunziata.
- Die Kirche der Padri Somaschi wurde ebenfalls von ihm entworfen.

Er wurde jedoch später nach Turin zurückgerufen, auch dort sind bedeutende Werke von ihm entstanden:
- 1679–1685 errichtete er den Palazzo Carignano;
- 1667–1690 schuf er die Grabtuchkapelle (Cappella della Sacra Sindone) (Aufbewahrungsort des Turiner Grabtuchs);
- 1668–1687 die Kirche San Lorenzo;
- 1715 die Kirche San Filippo Neri;
- 1678 das Collegio dei Nobili;
- 1676–1684 das Castello Reale Racconigi

Werke außerhalb Italiens waren:
- 1662 die Kirche  Sainte Anne-la-Royale in Paris
- 1679 nicht verwirklichter Entwurf für die Theatinerkirche St. Maria von Oetting[4] (Kostel Panny Marie u Kajetánů) in Prag
- Santa Maria della Divina Provvidenza in Lissabon (beim Erdbeben von 1755 zerstört)

## Schriften
- Architettura Civile. Turin 1737 (doi:10.3931/e-rara-31)

## Abbildungen

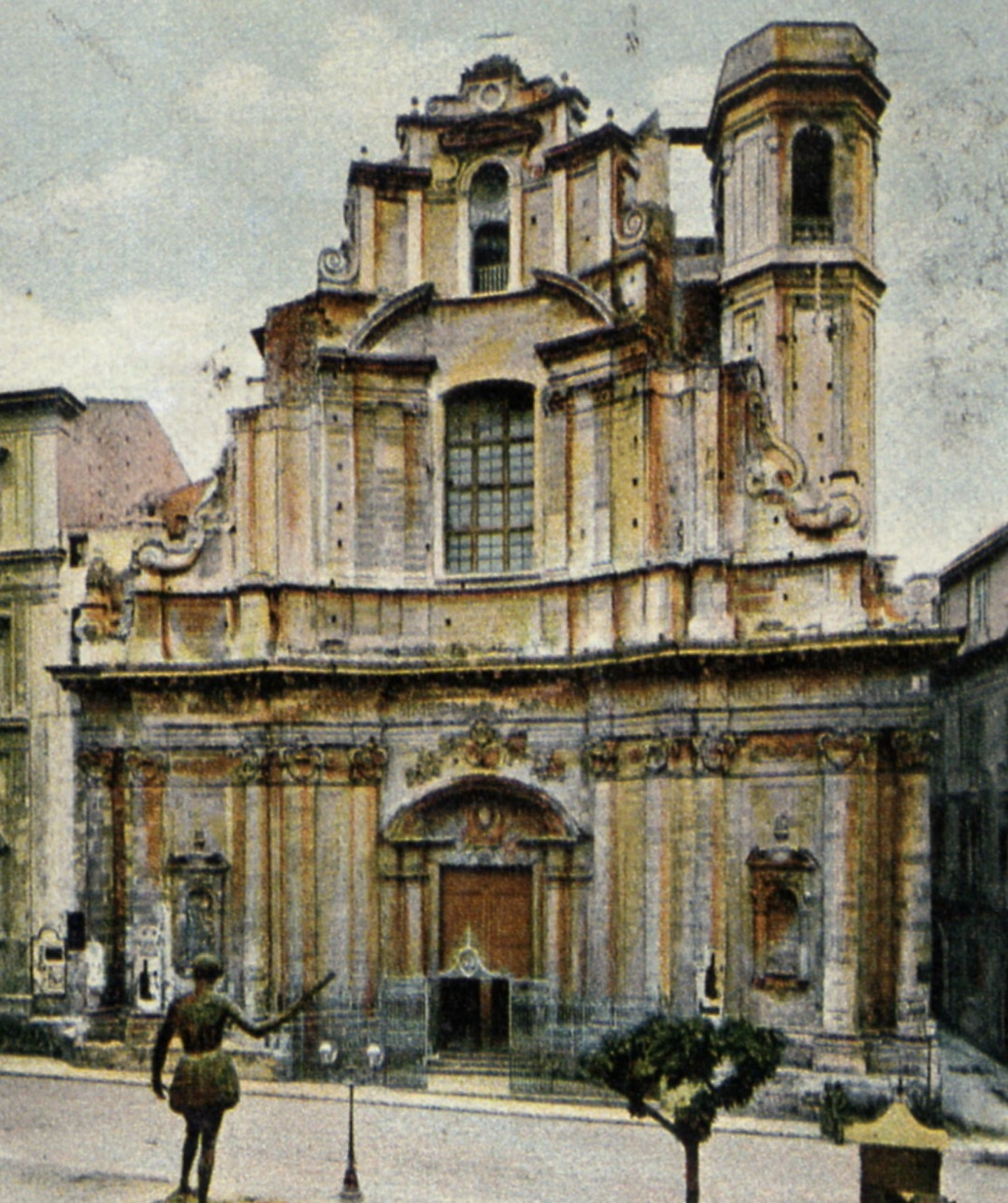
Guarino Guarini: San Annunziata dei Teatini in Messina
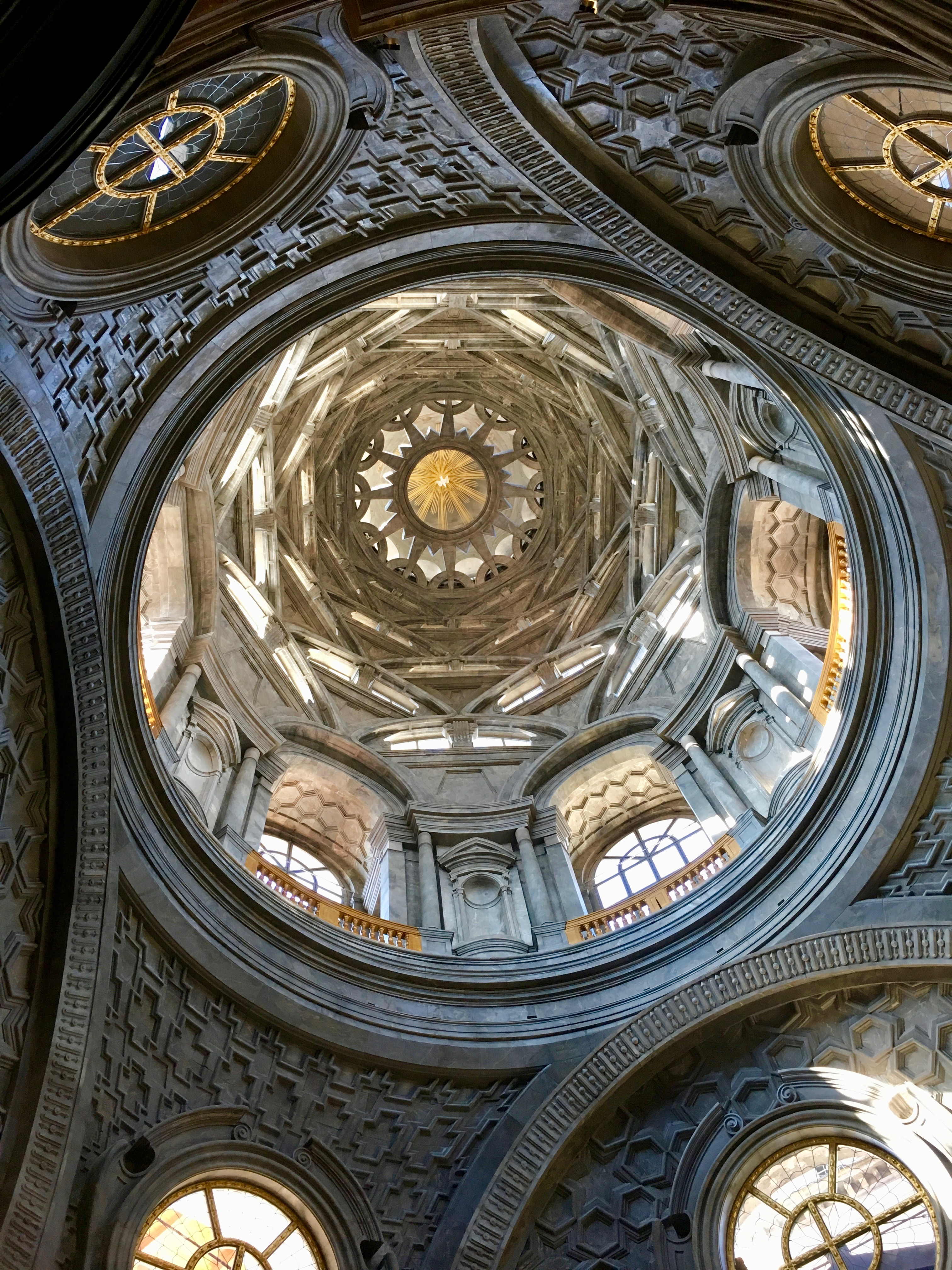
Kapelle des Turiner Grabtuchs
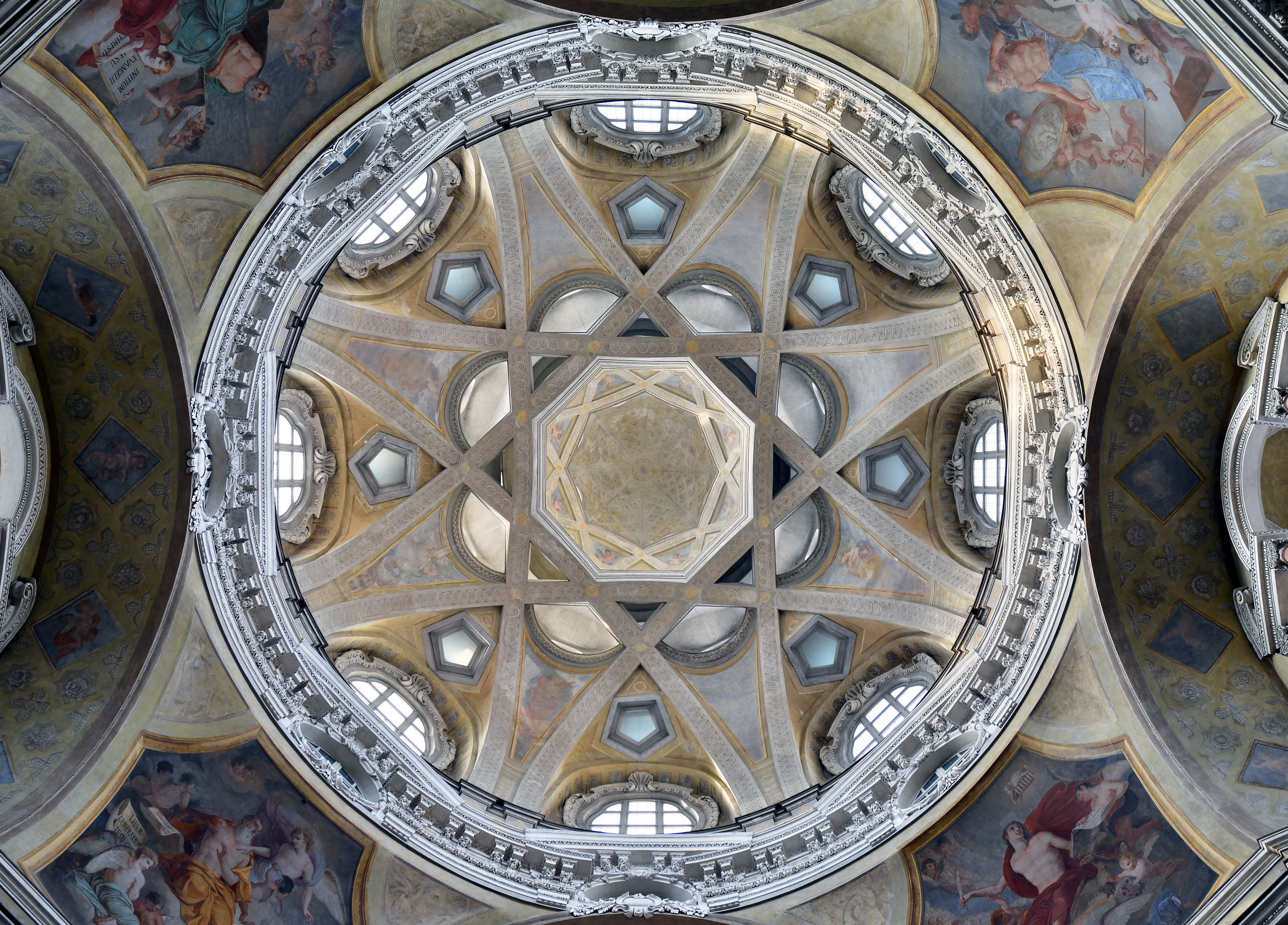
S. Lorenzo
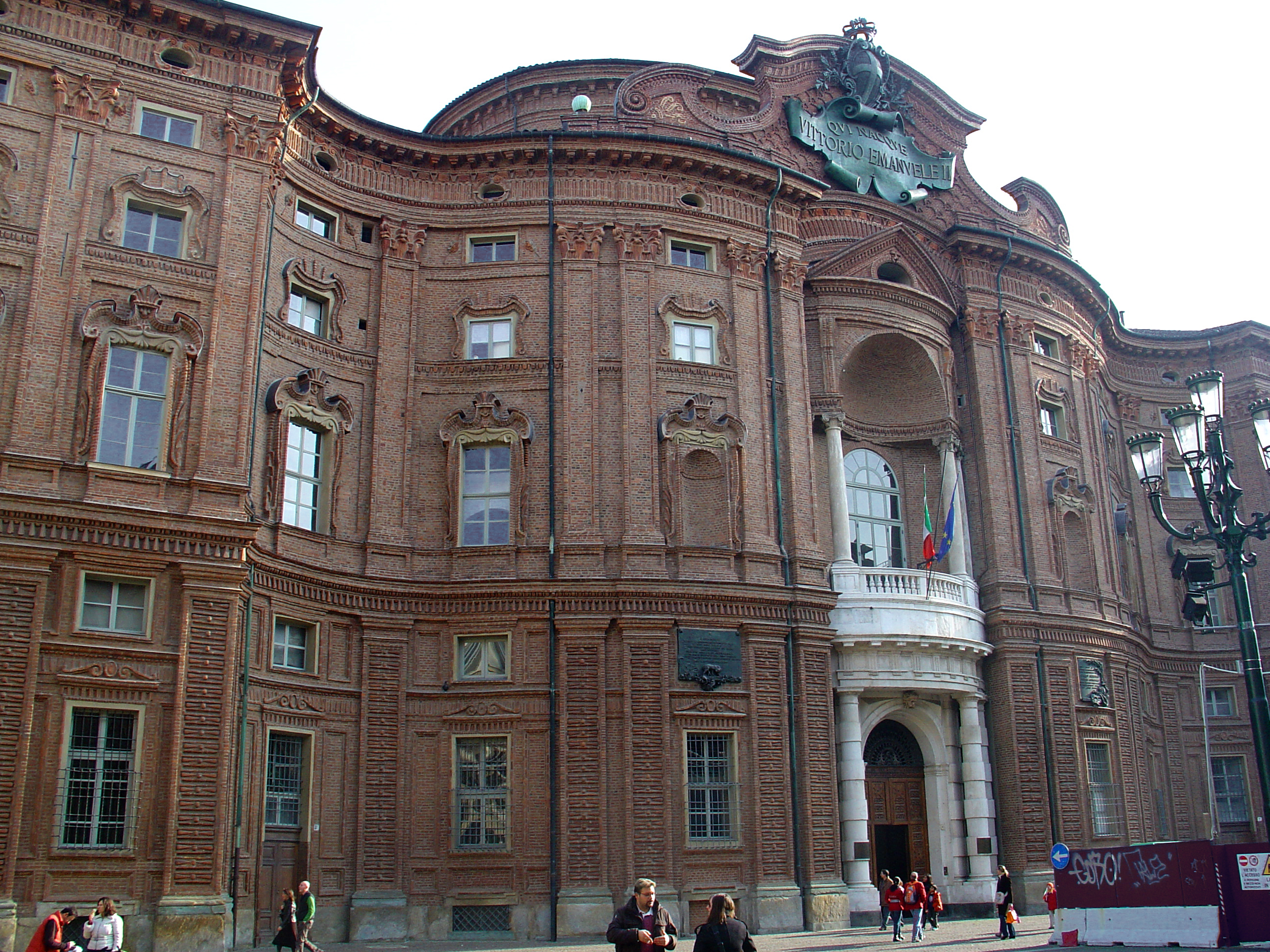
Palazzo Carignano
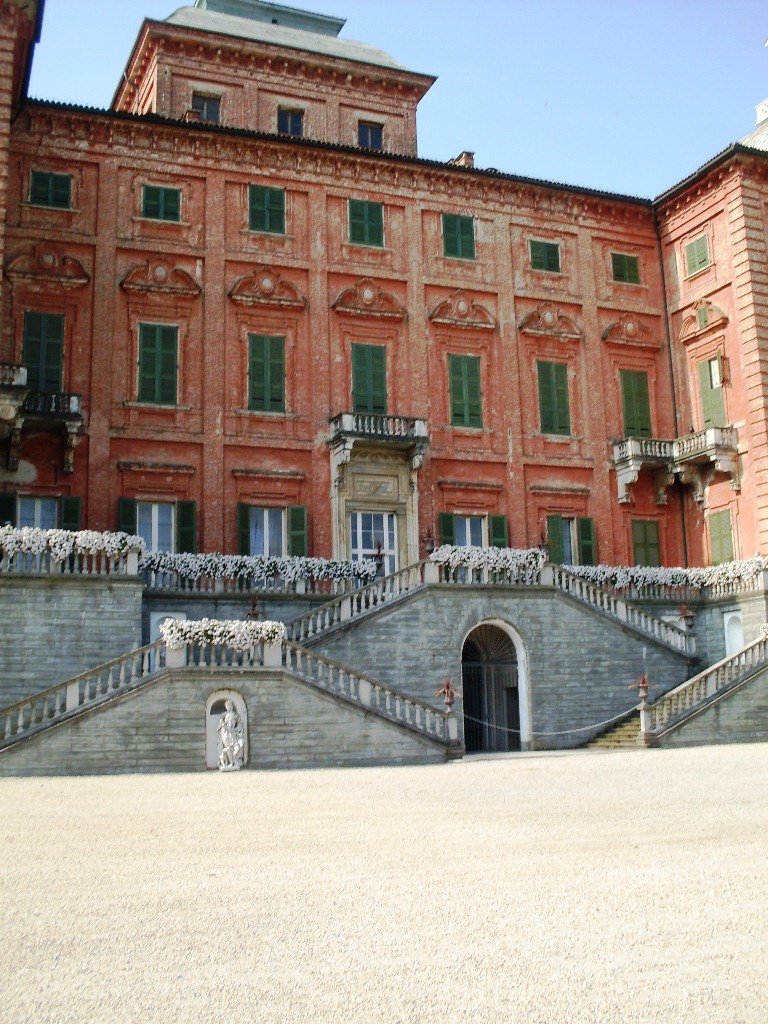
Castello di Racconigi
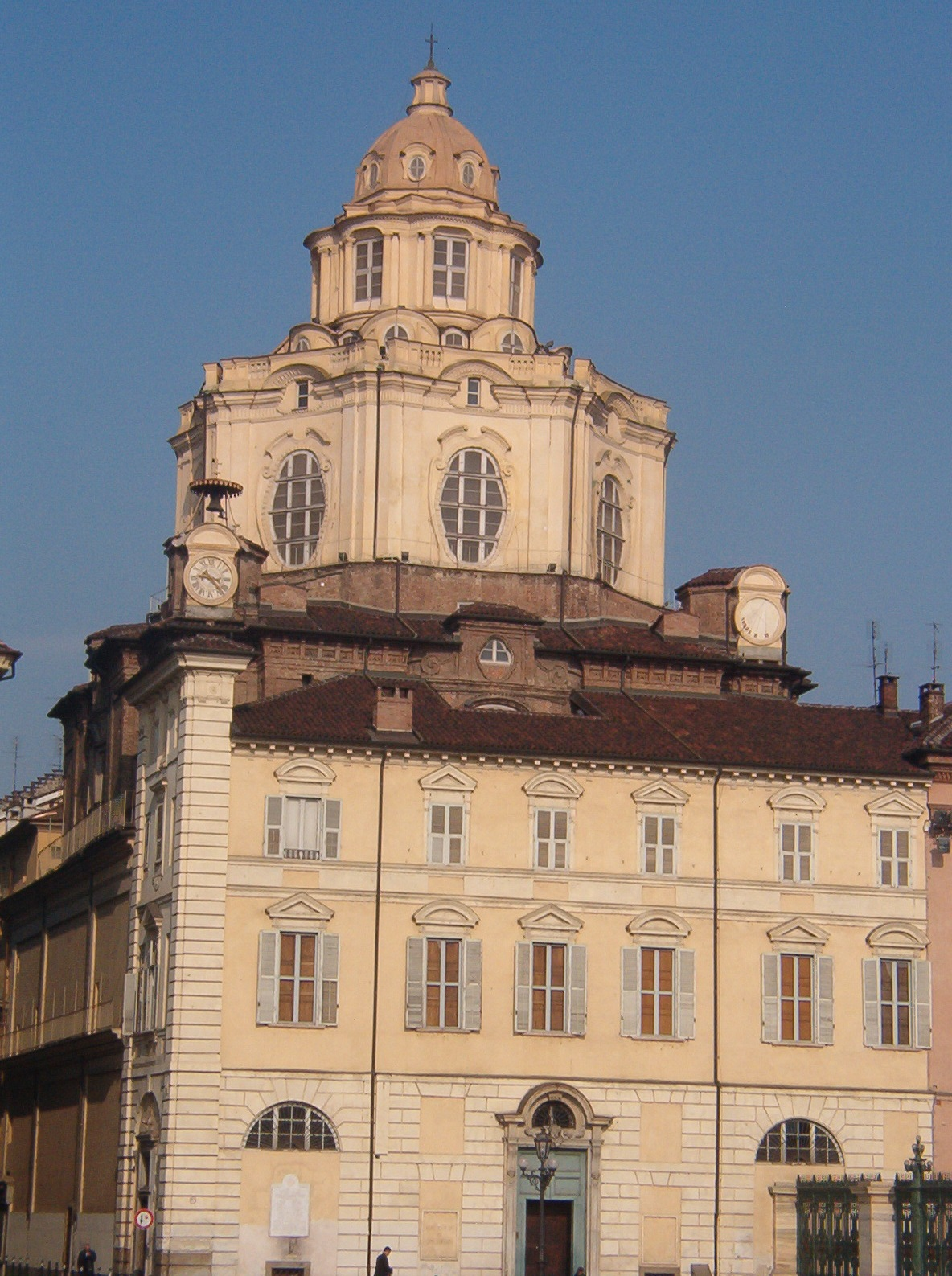
San Lorenzo, Turin